# Brilliant (Schiff, 1931)
Die HMS Brilliant (H84) war ein Zerstörer der B-Klasse der britischen Royal Navy. Der 1931 in Dienst gestellte Zerstörer wurde im Zweiten Weltkrieg mit den Battle Honours „Atlantic 1941–43“, „North Africa 1942“ und „English Channel 1940–45“ ausgezeichnet.

1948 wurde die Brilliant verschrottet.

## Geschichte des Schiffes
Der Zerstörer war einer der beiden am 22. März 1929 bei Swan Hunter in Wallsend, Tyne and Wear, bestellten Zerstörer-Neubauten der B-Klasse. Die Kiellegung des Neubaus mit der Baunummer 1409 erfolgte am 8. Juli 1929, einen Monat vor dem Stapellauf des Flottillenführers Codrington der vorangehenden A-Klasse, dem ersten Zerstörerneubau der Werft für die Royal Navy seit dem Ende des Ersten Weltkriegs. Vom Stapel lief die Brilliant am 9. Oktober 1930, zwei Monate vor dem gleichzeitig bestellten Schwesterschiff Bulldog. In Dienst gestellt wurde der Zerstörer am 21. Februar 1931 als drittes Schiff der Klasse. An den beiden Vortagen hatte die Royal Navy die von Hawthorn Leslie gebaute Blanche und die von Palmers gebaute Boreas übernommen, die auch auf Werften am Tyne entstanden waren.

Der Zerstörer Brilliant war das achte Schiff der Royal Navy, das diesen Namen führte. Zuletzt hatte die Royal Navy von 1893 bis 1918 den Kreuzer HMS Brilliant  der Apollo-Klasse im Dienst gehabt, der 23. April 1918 beim missglückten ersten Angriff auf Ostende dort als Blockschiff versenkt worden war.

### Einsatzgeschichte
Nach der Übernahme in den Dienst der Royal Navy wurde der Zerstörer Brilliant wie seine Schwesterschiffe der „4th Destroyer Flotilla“ bei der Mediterranean Fleet, wo er bis zum September 1936 verblieb. Als am 31. Dezember 1935 das Flugboot Short Calcutta City of Kharthoum der Imperial Airways kurz vor der Landung in Alexandria abstürzte, erreichte die Brilliant zuerst die Unfallstelle und konnte den Piloten retten. Er war der einzige Überlebende des Unfalls; trotz intensiver Suche konnten die übrigen drei Besatzungsmitglieder und die neun Passagiere nicht gerettet werden
Kurz nach Beginn des Spanischen Bürgerkriegs wurde die Brilliant zeitweise als Beobachtungsschiff in Málaga stationiert, um der britischen Kolonie zur Seite zu stehen. Nach der Zurückverlegung der 4. Flottille zur Home Fleet, gehörte die Brilliant zu den Einheiten der Flotte, welche die spanischen Häfen an der Biskaya überwachten, um das von Großbritannien und Frankreich gegen beide Kriegsparteien verhängte Waffenembargo durchzusetzen.
Die „4th Destroyer Flotilla“, die Ende 1936 bei der Mediterranean Fleet durch die „2nd Destroyer Flotilla“ mit den damals gerade in Dienst kommenden Zerstörern der H-Klasse ersetzt worden war, wurde Anfang 1939 bei der Home Fleet aufgelöst und durch eine Flottille von neuen Tribal-Zerstörern ersetzt. Die Schiffe der B-Klasse übernahmen Sonderaufgaben oder kamen zur Reserveflotte.

### Kriegseinsätze
Als der Zweite Weltkrieg im September 1939 ausbrach, waren die Zerstörer der B-Klasse bereits wieder aktiviert und bemannt und bildeten in Dover die neuaufgestellte „19th Destroyer Flotilla“. Die Flottille sicherte Geleitzüge und die Verlegung defensiver Minensperren. Die Brilliant fiel ab Mitte September 1939 für 6 Wochen aus, da sie gegen den Wellenbrecher in Dover gelaufen war. Nach Beginn der Deutschen Offensive im Westen setzte die Brilliant am 12. Mai 1940 in Rotterdam britische Einheiten ab, die dort für die Deutschen wichtige Güter zerstören sollten (insbesondere Treibstofflager) und kehrte mit 100 Flüchtlingen an Bord zurück. Am 15. Mai kollidierte die Brilliant auf dem Weg zu einem ähnlichen Einsatz in Hoek van Holland mit ihrem Schwesterschiff Boreas und kam zur Reparatur zum Sheerness Dockyard bis zum 17. Juni 1940. Der Zerstörer stand daher für die Evakuierung der britischen Truppen aus Dünkirchen (Operation Dynamo) nicht zur Verfügung und wurde nach der Reparatur der neuorganisierten 1st Destroyer Flotilla am Kanal zugewiesen.
Am 25. Juli 1940 führte der Zerstörer zusammen mit der Boreas ein Gefecht mit deutschen Schnellbooten. Als die britischen Zerstörer sich befehlsgemäß zurückzogen, wurde die Brilliant von acht Sturzkampfbombern vom Typ Junkers Ju 87 des Sturzkampfgeschwaders 1 angegriffen. Der Zerstörer erhielt zwei Bombentreffer, die das Schiff als Blindgänger durchschlugen. Zwar gab es keinen Verletzten an Bord, aber die Ruderanlage war zerstört. Das Schiff stoppte und lief über das Heck voll Wasser. Um es über Wasser zu halten, wurden vom Heck alle Waffen entfernt und die hinteren Hauptgeschütze und Wasserbomben über Bord gegeben. So konnte das Schiff eingeschleppt werden, das bei der Marinewerft in Chatham bis Mitte Oktober 1940 repariert wurde. Auf der gleichzeitig angegriffenen Boreas starben 22 Mann und sie war erst im Januar 1941 wieder einsatzbereit.
Die Brilliant kam dann bis zum Februar 1941 zur Home Fleet.
Im Februar/März 1941 wurde der Zerstörer in Southampton überholt und erhielt ein Radargerät vom Typ 286. Die Luftabwehrbewaffnung wurde verstärkt durch eine 76-mm-L/40-(12-pdr)-Flak für den hinteren Torpedorohrsatz und zwei 20-mm-Oerlikon-Maschinenkanonen. Dazu wurde der normale Wasserbombenvorrat auf 60 erhöht.
Ab dem 12. Mai 1941 verlegte die Brilliant nach Freetown in Sierra Leone, um dort bis zum Frühjahr 1942 Sicherungsaufgaben wahrzunehmen und nach deutschen Schiffen zu suchen. Am 4. und 5. Juni 1941 entdeckte die Brilliant mit dem Schweren Kreuzer London die als Versorgungsschiffe von der Kriegsmarine eingesetzten Öltanker Esso Hamburg und Egerland. Die beiden deutschen Schiffe versenkten sich selbst, um ihre Kaperung durch die britischen Schiffe zu verhindern. Die Entdeckung der Schiffe wurde begünstigt durch die Entschlüsselung und Auswertung deutscher Funksprüche.
Im Oktober 1942 nahm die HMS Brilliant im Atlantik den Großteil der Überlebenden des Truppentransporters Oronsay auf, der von einem italienischen U-Boot versenkt worden war. Im November 1942 nahm das Schiff an der alliierten Landung in Nordafrika (Operation Torch) teil. Dabei versenkte es den französischen Minensucher La Surprise. Der Zerstörer wurde dann bis zum Ende des Jahres 1943 in Gibraltar stationiert und mit Geleitaufgaben betraut.
Die Brilliant wurde Anfang 1944 erneut der 1. Zerstörerflottille zugewiesen, die in Portsmouth stationiert war. In den folgenden Monaten kam es mehrfach zu Gefechten mit deutschen Schnellbooten. Ab Sommer 1944, nach der Landung in der Normandie, geleitete der Zerstörer dann Transporte über den Ärmelkanal. Bei einem dieser Geleite, bei dem auch die Anthony beteiligt war, sank der von U 486 torpedierte Truppentransporter Leopoldville am 24. Dezember 1944 mit erheblichen Verlusten an Menschenleben vor Cherbourg. Bei einer Kollision mit der kanadischen Korvette Lindsay wurde das Schiff im Januar 1945 beschädigt. Die Reparatur und der Umbau zu einem Zielschiff waren zum Ende des Krieges in Europa noch nicht abgeschlossen.
Im April 1948 wurde HMS Brilliant zur Verschrottung verkauft.